# Embalse de Arriarán
El embalse de Arriaran (o Arriarán) es un embalse situado en la comarca de Arriaran, en el término municipal de Beasáin en Guipúzcoa. La construcción de la obra finalizó en el año 1993, con el patrocinio de la Diputación Foral de Guipúzcoa.
La represa fue construida para cubrir el consumo anual de 2.355.000 m³, abastece de agua a 33.971 habitantes de la comarca de Goyerri. En concreto, los siguientes municipios: Ormáiztegui, Segura, Idiazábal, Olaberría, Beasáin, Villafranca de Ordizia, Lazcano, Isasondo, Arama, Alzaga, Orendáin, Gainza, Baliarrain y Legorreta.
El embalse de Arriaran está construido con hormigón convencional. La presa del embalse tiene una altura de 57 metros, una capacidad de regulación de unos 250 l/s y una cuenca de drenaje 11 km².
Al borde del embalse, precisamente en los costados del vertedero en forma de rampa, existe una escultura de Néstor Basterretxea que corona la represa con un estilo abstracto del movimiento moderno.
El proyecto fue realizado conjuntamente con el ingeniero José María Elosegui Amundarain, quien en otra oportunidad trabajó también con Eduardo Chillida.

## Galería de imágenes

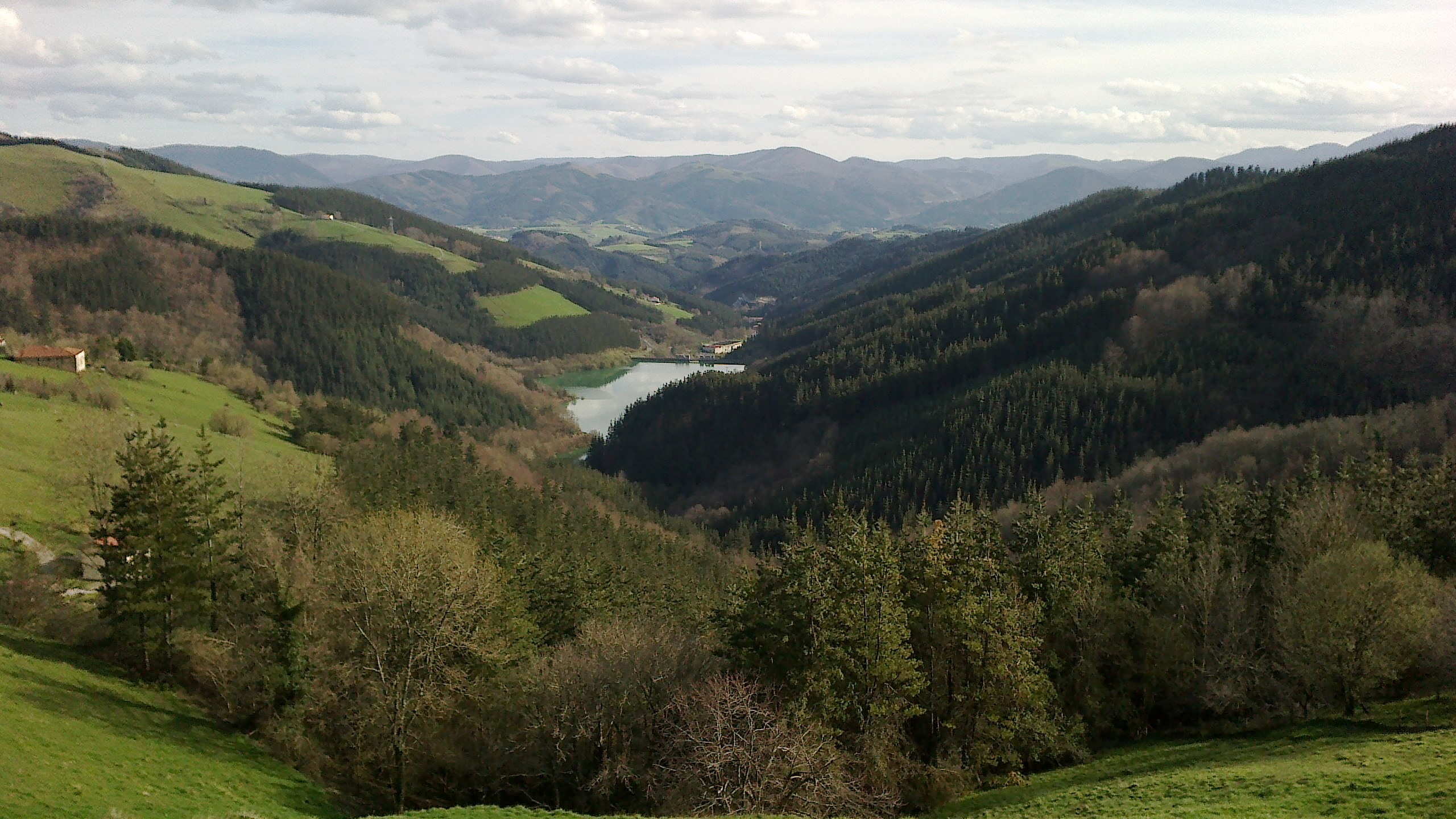
Embalse, visto desde Mandubi (Mandubia)
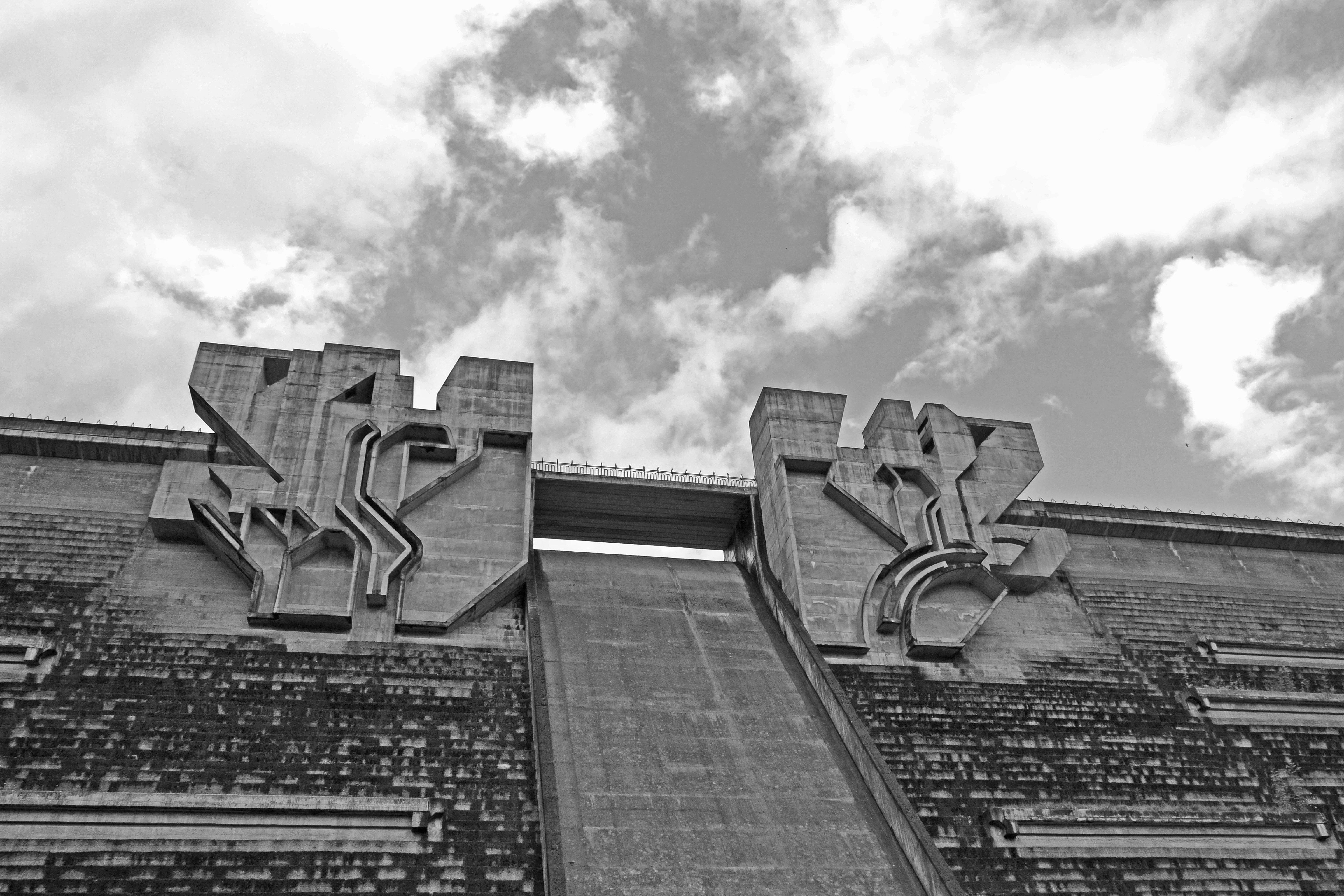
Escultura de Néstor Basterretxea